# Maceda ignefumosa
Maceda ignefumosa är en fjärilsart som beskrevs av W. Warren 1912. Maceda ignefumosa ingår i släktet Maceda och familjen trågspinnare. Inga underarter finns listade i Catalogue of Life.